# 中国湿地博物馆
中国湿地博物馆，又名“西溪湿地博物馆”，位于浙江省杭州市西湖区天目山路402号，于2009年11月2日开馆，被国家文物局先後认定为第二批国家三级博物馆及第三批国家二级博物馆，是第一个以湿地为主题的国家级博物馆。

## 历史
- 1992年2月20日，中华人民共和国向《湿地公约》保存机构递交了加入书。
- 1992年7月31日，加入书正式生效，中国成为《湿地公约》第67个缔约方。
- 2000年11月8日，《中国湿地保护行动计划》颁布
- 2007年5月8日，国家林业局主持召开专家论证会
- 2007年5月12日，国家林业局正式批复同意在西溪国家湿地公园内建立中国湿地博物馆[1]
- 2007年5月15日，在黄龙饭店举行建筑设计方案评审会[5]，有四家公司投标：
  - 日本矶崎新工作室，优胜方案
  - 西班牙C&P国际建筑设计事务所，优胜方案
  - 浙江南方建筑设计有限公司
  - 瑞士马里奥·博塔建筑设计事务所
- 2008年3月21日，《中国湿地博物馆展览内容大纲》获得批准[6]
- 2008年4月3日，开工奠基仪式[7]
- 2009年11月2日，正式对外开放

## 参观时间
- 周二至周日，9:00-16:30开馆，16:00停止进馆[8]
- 周一，全天闭馆，节假日除外

## 门票
免费

## 公共交通
- 假日2线：西溪天堂换乘中心 - 宋城东[9]
- 假日13线：黄龙旅游集散中心 - 紫金港路南口 - 洪园
- 149路：池华街公交站 - 紫金港路南口 - 汽车西站
- 汽车西站（天目山路）：91路、193路、213路、310路、356路、506路
- 汽车西站（BRT）：B4路、B支7路
- 汽车西站（紫金港路）：596路
- 汽车西站：49路、70路、77路、102路、136路、179路、381路、382路
- 长途汽车西站：598路